# Mamoudou Athie
Mamoudou Athie (Mauritania, 25 de julio de 1988) es un actor de cine y televisión mauritano-estadounidense. Es conocido por sus papeles en películas como The Front Runner, Underwater, Jurassic World: Dominion, Elemental y The Burial.

## Biografía
Athie nació en Mauritania, hijo de un diplomático que recibió asilo político en los Estados Unidos cuando Athie tenía seis meses de edad. Athie creció en New Carrollton, Maryland. Estudió actuación en el Estudio de William Esper y en la Escuela de Drama de Yale. Inició su carrera en el cine y televisión en 2016, y desde entonces ha aparecido en producciones como El círculo, Unicorn Store, The Get Down y The Front Runner. 

## Filmografía

### Cine
- Jean of the Joneses como Ray (2016)
- Patti Cake$ como Basterd (2017)
- El círculo como Jared (2017)
- One Percent More Humid como Jack (2017)
- Unicorn Store como Virgil (2017)
- The Front Runner como A.J. Parker (2018)
- Uncorked como Elijah (2019)
- Underwater como Rodrigo Nagenda (2020)
- Jurassic World: Dominion como Ramsey Cole (2022)
- Elemental como Wade Ripple (voz) (2023)
- The Burial como Hal Dockins (2023)[3]
- Kinds of Kindness (2024)

|  |

### Televisión
- The Get Down como Flash (2016-2017)
- The Detour como Carl (2017–presente)
- Sorry for Your Loss como Matt (2018)
- Oh Jerome, No como Jerome (2019)
- Archivo 81 como Dan Turner (2022)